# Loud and Dangerous: Live from Hollywood
Loud and Dangerous: Live from Hollywood és un àlbum de música en directe de L.A. Guns.

## Cançons
1. No Mercy
2. Sex Action
3. Never Enough
4. Over The Edge
5. Rock N' Roll Outlaw (Coberta de Rose Tattoo)
6. Nothing Better To Do
7. Hellraisers Ball
8. One More Reason
9. Electric Gypsy
10. Ballad Of Jayne
11. Rip And Tear
12. Don't Look At Me That Way

DVD:
1. Hollywood's Burning
2. It Don't Mean Nothing

## Formació
- Phil Lewis: Veus
- Stacey Blades: Guitarra
- Adam Hamilton: Baix
- Steve Riley: Bateria